# Myospila angustifrons
Myospila angustifrons este o specie de muște din genul Myospila, familia Muscidae. A fost descrisă pentru prima dată de Malloch în anul 1922. Conform Catalogue of Life specia Myospila angustifrons nu are subspecii cunoscute.